# 데포르티보 아라곤
데포르티보 아라곤(스페인어: Real Zaragoza Deportivo Aragón)는 스페인 아라곤주를 연고로 하는 축구단이다. 레알 사라고사의 2군팀이며, 세군다 페데라시온에 참가하고 있다.

## 선수 명단

### 현역
참고: FIFA 자격 규정에 따라 소속된 국가대표팀 국기를 표시합니다. 선수는 복수의 FIFA 비회원국 국적을 가지고 있을 수 있습니다.
| 번호 | 포지션 | 국적 | 이름 |
| ---- | ------ | ---- | ---- |

| 번호 | 포지션 | 국적         | 이름            |
| ---- | ------ | ------------ | --------------- |
| 17   | DF     |              | 보아즈 할리비크 |
| 19   | FW     | 코트디부아르 | 라신 코네       |
| 20   | FW     | 온두라스     | 요하 바스케스   |
| 32   | FW     | 나이지리아   | 유시프 사이두   |
| -    | DF     | 모로코       | 레다 에르구아이 |

## 역대 감독
| 감독              | 임기        |
| ----------------- | ----------- |
| 빅토르 페르난데스 | 1990 ~ 1991 |